# رباط جفني إنسي
الرباط الجفني الإنسي (الوتر المؤقي الإنسي) ويبلغ طوله حوالي 4 ملم في الطول وعرضه 2 ملم. يرتبط من الأمام مع الناتئ الجبهي للفك العلوي أمام الشق الدمعي، وإرتطابه الخلفي بالعظم الدمعي. جانبياً، يرتبط بترص الجفن العلوي والسفلي.
عند عبوره الكيس الدمعي، ينقسم إلى جزأين، علوي وسفلي، كل منهما متصل بالنهاية الإنسيّة للترص المقابل له.
أثناء عبور الرباط للكيس الدمعي، تمتد من سطحه الخلفي صفيحة سِفاقِيّة قوية؛ تتمدد هذه الصفيحة فوق الكيس، وترتبط بالعرف الدمعي الخلفي.